# 新山インターチェンジ

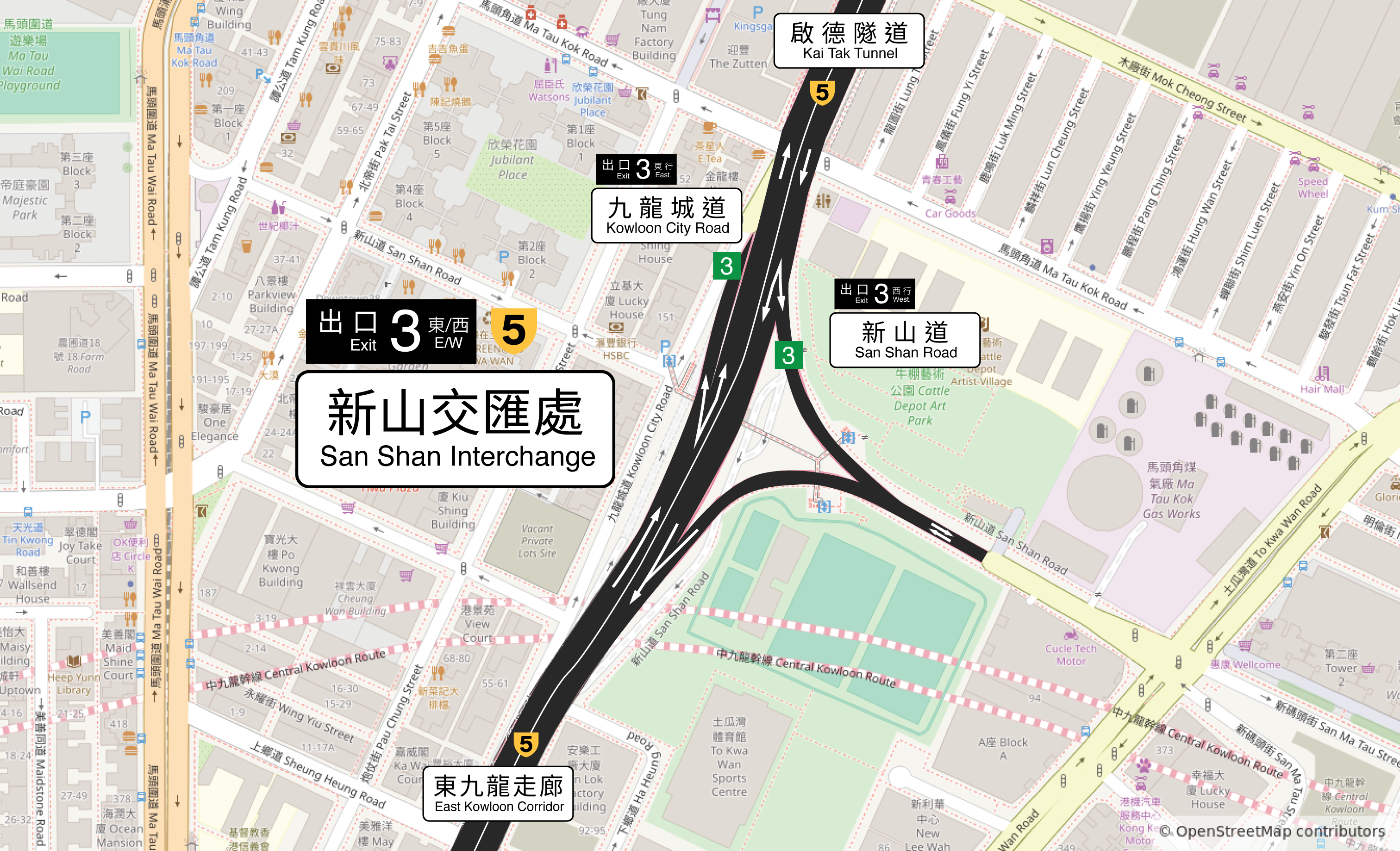
新山ICの地図

新山インターチェンジ（しんざんいんたーちぇんじ、英語: San Shan Interchange、中国語: 新山交匯處）は、香港九龍城区にあるインターチェンジで、啓徳トンネル西側出口・新山道・九龍城道・東九龍幹線高架道路を接続する。

## 概要
1976年10月19日、香港政庁工務司署は総工費4500万香港ドルの新山インターチェンジ建設契約を熊谷組（香港）有限責任会社
に授与した。工期30ヶ月の本プロジェクトでは、九龍城道と啓徳トンネル西側出入口を接続する全長280メートルのトンネル構造体の建設が中核を成す。契約範囲には新山道から九龍城道への延伸区間の整備や九龍城道交差点の道路拡幅工事も含まれる。さらに、複数の車道ランプを設置する交通流線最適化計画が実施された。
1982年6月29日、啓徳トンネルと東九龍走廊の開通に伴い新山インターチェンジが供用開始。